# Nitela
Nitela ist eine Gattung der Grabwespen (Spheciformes) aus der Familie Crabronidae, die auf allen Kontinenten der Erde verbreitet ist. Weltweit sind 143 Arten bekannt, der Verbreitungsschwerpunkt liegt in der äthiopischen Region. In Europa kommen sechs Arten vor, drei auch in Mitteleuropa.

## Merkmale
Die sehr kleinen, schwarzen Grabwespen haben eine stark reduzierte Flügeladerung. Es ist nur eine Submarginalzelle und eine offene Diskoidalzelle vorhanden. Die Hinterflügel besitzen fast gar keine Adern. Die Mandibeln sind ebenso einfach gebaut.

## Lebensweise
Soweit bekannt, legen die Weibchen ihre Nester in angeschnittenen Zweigen, Wespengallen und Insektenbohrgängen in Holz an. Ein Nest besteht aus zwei bis sechs Zellen, die hintereinander angelegt werden. Die Zellzwischenwände werden aus lockeren, feinen Holzspänen, Steinchen, oder ähnlichem gefertigt. Die Brut wird mit Staubläusen (Psocoptera) und Blattflöhen der Familie Psyllidae versorgt.

## Arten (Europa)
- Nitela blascoi Gayubo & Felton 2000
- Nitela borealis Valkeila 1974
- Nitela fallax Kohl 1884
- Nitela lucens Gayubo & Felton 2000
- Nitela spinolae Latreille 1809
- Nitela truncata Gayubo & Felton 2000

## Belege